# Hans Bredmose
Hans Bredmose (* 23. August 1888 in Sundby, Kopenhagen; † 18. Dezember 1958 in Gentofte) war ein dänischer Turner.

## Leben und Karriere
Bredmose turnte für den Verein Gymnastik- og Svømmeforeningen Hermes aus Frederiksberg. Er nahm als Mitglied der dänischen Turnriege an den Olympischen Sommerspielen 1908 in London teil, die den Mannschaftsmehrkampf auf dem vierten Rang unter acht teilnehmenden Nationen mit insgesamt 378 von 480 möglichen Punkten beendete. Der Mehrkampf bestand aus einer bis zu 30 Minuten dauernden Gruppenübung nach dem schwedischen System. Der 24-köpfigen Riege gehörten außerdem Carl Andersen, Jens Chievitz, Arvor Hansen, Christian Hansen, Ingvardt Hansen, Einar Hermann, Knud Holm, Poul Holm, Oluf Husted-Nielsen, Charles Jensen, Gorm Jensen, Hendrik Johansen, Harald Klem, Robert Madsen, Vigo Meulengracht Madsen, Lukas Nielsen, Oluf Olsson, Niels Petersen, Nicolai Philipsen, Henrik Rasmussen, Viktor Rasmussen, Marius Thuesen und Niels Turin Nielsen an.